# Aleksandr Fedotkin
Aleksandr Aleksandrovich Fedotkin (en russe, Александр Александрович Федоткин, né le 3 novembre 1955 à Chatsk) est un athlète soviétique, de nationalité biélorusse, spécialiste des courses de fond.
Son club est le SK VS Minsk, à Minsk. Il mesurait 1,68 m pour 57 kg. Il remporte la médaille de bronze du 5 000 m lors des Championnats d'Europe de 1978.